# Добрица Милутиновић, међу нама
„Добрица Милутиновић, међу нама” југословенски кратки документарни филм из 1989. године. Режирао га је Ненад Момчиловић а сценарио је написао Феликс Пашић.

## Улоге
| Глумац             | Улога |
| ------------------ | ----- |
| Мија Алексић       | Лично |
| Павле Богатинчевић | Лично |
| Миомир Денић       | Лично |
| Дивна Ђоковић      | Лично |
| Милан Ђоковић      | Лично |
| Бранивој Ђорђевић  | Лично |
| Огњанка Хет        | Лично |
| Татјана Лукјанова  | Лично |
| Оливера Марковић   | Лично |
| Јован Милићевић    | Лично |
| Јелена Петковић    | Лично |